# نيو كروس (محطة مترو أنفاق لندن)
نيو كروس (بالإنجليزية: New Cross)‏ هي إحدى محطات مترو أنفاق لندن. تقع على خط شرق لندن أفتتحت في المنطقة (Zone) رقم 2 أفتتحت في أكتوبر 1850، 1 أكتوبر 1884.